# 北社尾
北社尾，是臺灣嘉義市西區的一個傳統地域名稱，位於該區北部。相較於今日行政區，其範圍大致包括北湖里不含南部、北新里不含東部、保安里、保福里北部、保生里不含東南端、竹圍里北端。

## 歷史
台灣日治初期，北社尾地區為一街庄，稱為「北社尾庄」，隸屬於嘉義西堡。該庄北隔牛稠溪與牛稠溪庄為界，東與後湖庄、埤仔頭庄為鄰，南邊及西邊為竹圍仔庄。
1901年（日治明治三十四年）11月，全台設置二十廳，該庄隸屬於嘉義廳。1909年（明治四十二年）10月，合併二十廳為十二廳，該庄仍隸屬於嘉義廳。1920年（大正九年），廢十二廳改設五州二廳，該庄改制為「北社尾庄」大字，隸屬於臺南州嘉義郡嘉義街。1930年，嘉義街升格為州轄嘉義市，北社尾仍隸屬之。1932年嘉義市市區實施町名改正，北社尾仍為郊區的大字。
戰後嘉義市改制為省轄市，大字亦改制為里。1946年7月嘉義市改劃為四個區，再將臺南縣水上鄉、太保鄉劃入並改為區，合計為六個區，本地區隸屬於新北區。1950年8月，嘉義市廢除省轄市資格，並切割為新東、新西、新南、新北、水上與太保等四鎮二鄉，本地區隸屬於新北鎮。1951年11月撤銷新東、新南、新西、新北等四鎮，合併為縣轄嘉義市。1982年7月1日，嘉義市再次升格為省轄市。1990年10月6日，嘉義市劃分為東、西二區，本地區隸屬於西區。

## 聚落
本地區發展較早的聚落為北社尾、許厝等，在日治期初期的官方地圖上已有記載。

## 學校

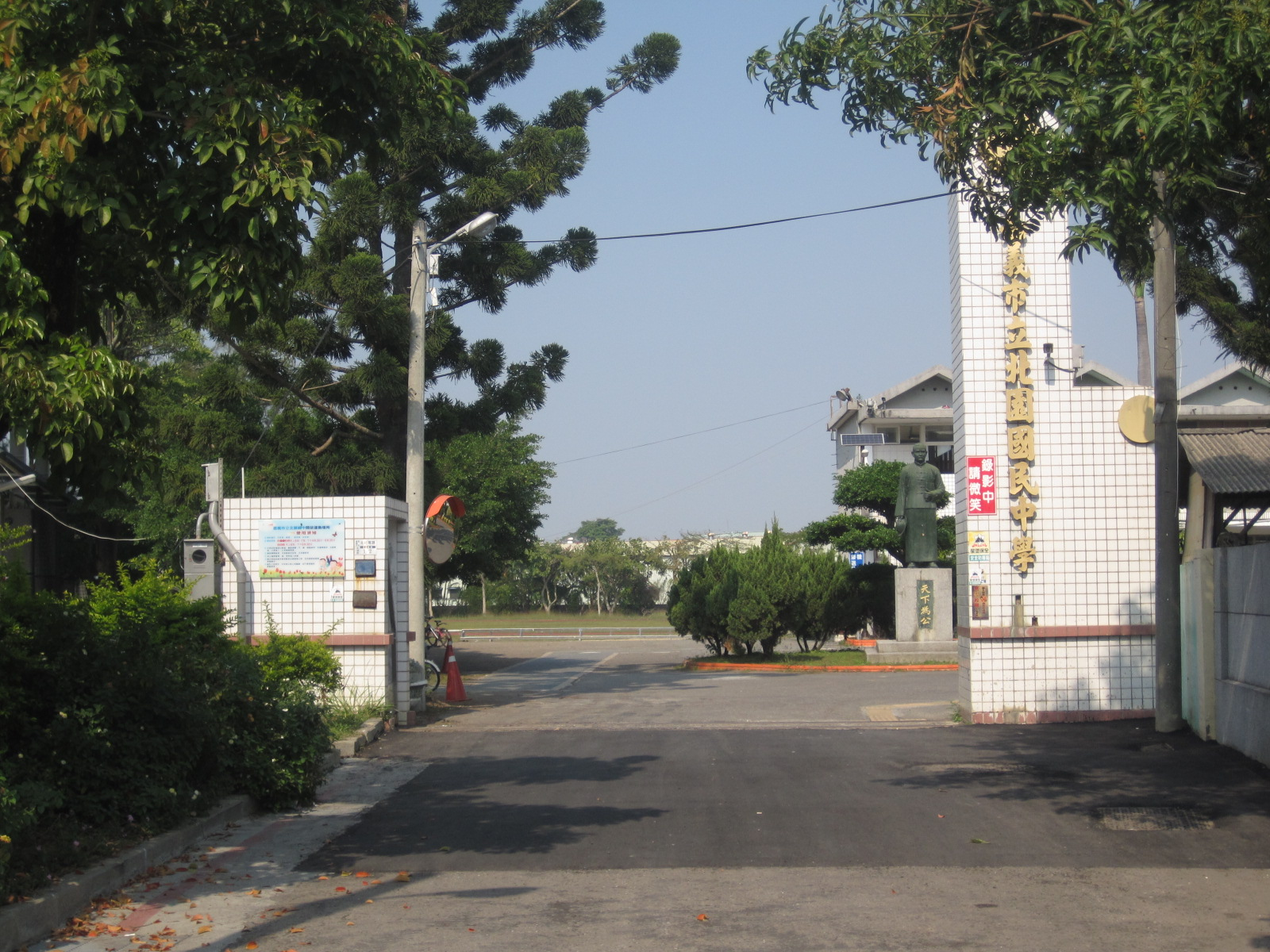
北園國中

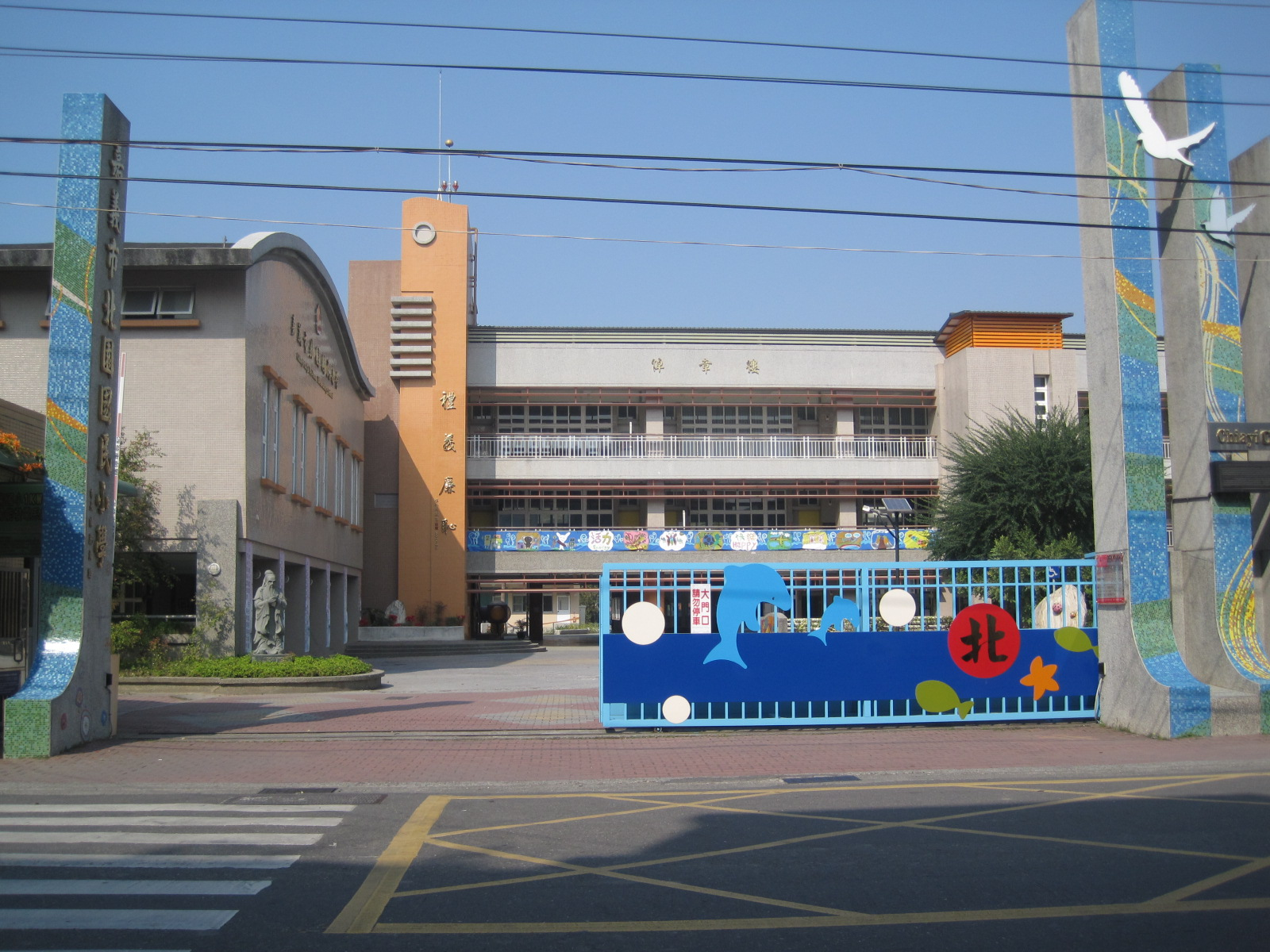
北園國小

- 北園國中
- 北園國小
- 世賢國小

## 交通
嘉義市公車
| 路線             | 業者     | 行先                   | 停靠站                       |
| ---------------- | -------- | ---------------------- | ---------------------------- |
| 樂活2路 （棕線） | 捷乘交通 | 竹村里活動中心－五港宮 | 世賢圖書館、北園國小、鎮北宮 |

## 廟宇
- 北社尾保安宮
- 北社尾鎮北宮